# Grameen Bank
Grameen Bank je organizace zabývající se mikrofinancováním a velkou měrou se podílí na rozvoji společnosti. Její činnost začala v Bangladéši, kde banka začala poskytovat drobné úvěry (známé jako mikroúvěry) chudým obyvatelům bez nároků na ručitele. Systém je založen na myšlence, že i chudí lidé jsou schopni splácet úvěr a navíc vládnou schopnostmi, které nejsou dostatečně využité.
Banka poskytuje i standardní bankovní služby a spolupracuje s dalšími společnostmi (patřícími do „rodiny“ banky Grameen) zaměřenými např. na odvětví textilní výroby, infrastruktury, telekomunikací, energetiky apod.
Zakladatel Grameen Bank, ekonom a bankéř Muhammad Yunus, byl v r. 2006 oceněn Nobelovou cenou za mír za boj proti chudobě.

## Nucený odchod Muhammada Yunuse z čela banky
V roce 2011 bangladéšská vláda vedená premiérkou Sheikh Hasina prosadila odchod Muhammada Yunuse z čela banky, údajně kvůli překročení věkové hranice pro výkon řídící funkce pro člena výkonného orgánu společnosti se státní účastí (v Grameen Bank přitom dosahuje jen 3,5 procenta). Yunus se proti svému odvolání bránil u soudu, ale neúspěšně, nakonec i nejvyšší soud postup vlády potvrdil.
Postupně se však proti tomuto vývoji ve světě zvedla vlna odporu. Zastánci Yunuse, mezi jehož přátele patří americká ministryně zahraničí Hillary Clintonová, vidí důvody jeho odvolání jako účelové. S nedůvěrou sledují poslední kroky vlády Bangladéše, kterou podezřívají ze snahy o ovládnutí banky. Kromě Clintonové je ostře odsoudili také její předchůdci ve funkci Madeleine Albrightová nebo George P. Shultz.

## Historie

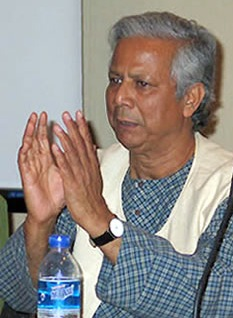
Zakladatel banky, prof. Yunus

Muhammad Yunus získal doktorát z ekonomie na Vanderbilt University v USA. Na myšlenku poskytování drobných úvěrů přišel v průběhu období hladomoru, který v Bangladéši vypukl v r. 1974.
Yunus věřil, že poskytování takových úvěrů přístupných široké populaci by mohlo zlepšit stále více rozšířenou chudobu venkovských obyvatel.
Činnost Grameen Bank započala v r. 1976, kdy prof. Yunus, vedoucí Programu pro ekonomiku venkova na University of Chittagong, zahájil výzkumný projekt, který měl zkoumat možnost vytvoření systému poskytování úvěrů a bankovních služeb právě chudým obyvatelům venkova. Tento projekt měl plnit následující cíle:
- poskytovat bankovní služby chudým lidem
- snížit vliv lichvářů na vykořisťování chudých
- vytvořit příležitosti pro samostatnou výdělečnou činnost velkému množství nezaměstnaných venkovanů
- přinést znevýhodněným lidem (zejména ženám z nejchudších domácností) vzor nějaké organizační struktury, které by porozuměli a dokázali ji sami vést
- přeměnit dosavadní problémový model „nízký příjem = nízké úspory a nízké investice“ a vytvořit tento model: „nízký příjem, úvěrová „injekce“ = větší příjem, více úspor, více investic, více příjmu“

Potenciál tohoto programu se projevil již během let 1976–79 ve vesnici Jobra (situované u University of Chittagong) a dalších sousedících vesnicích. S přispěním centrální banky a podporou státních komerčních bank se tento projekt v r. 1979 rozrostl i do oblasti Tangail (v severní části Dháky), dále pak do několika dalších oblastí v zemi.

V říjnu 1983 se na základě vládního rozhodnutí banka změnila v nezávislou instituci. Dnes banku v podstatě vlastní chudí lidé na venkově, kterým také slouží. Dlužníci banky vlastní 90 % jejich akcií, a jen 10 % vlastní vláda.

## Působnost banky
Banka v současnosti expanduje i do jiných zemí, kde pokračuje v politice mikroúvěrování a programech pro snižování chudoby. K lednu 2007 měla Grameen Bank celkem 2343 poboček, a sice v těchto oblastech:
- Jižní Asie: Bangladéš, Indie, Pákistán
- Východní Asie: Čína
- Jihovýchodní Asie: Východní Timor, Indonésie, Filipíny
- Latinská Amerika a Karibik: Bolívie, Dominikánská republika, El Salvador, Haiti, Honduras, Mexiko
- Střední Asie: Saúdská Arábie
- Severní Afrika: Egypt, Maroko, Tunisko
- Subsaharská Afrika: Nigérie, Rwanda, Uganda

## Činnost banky

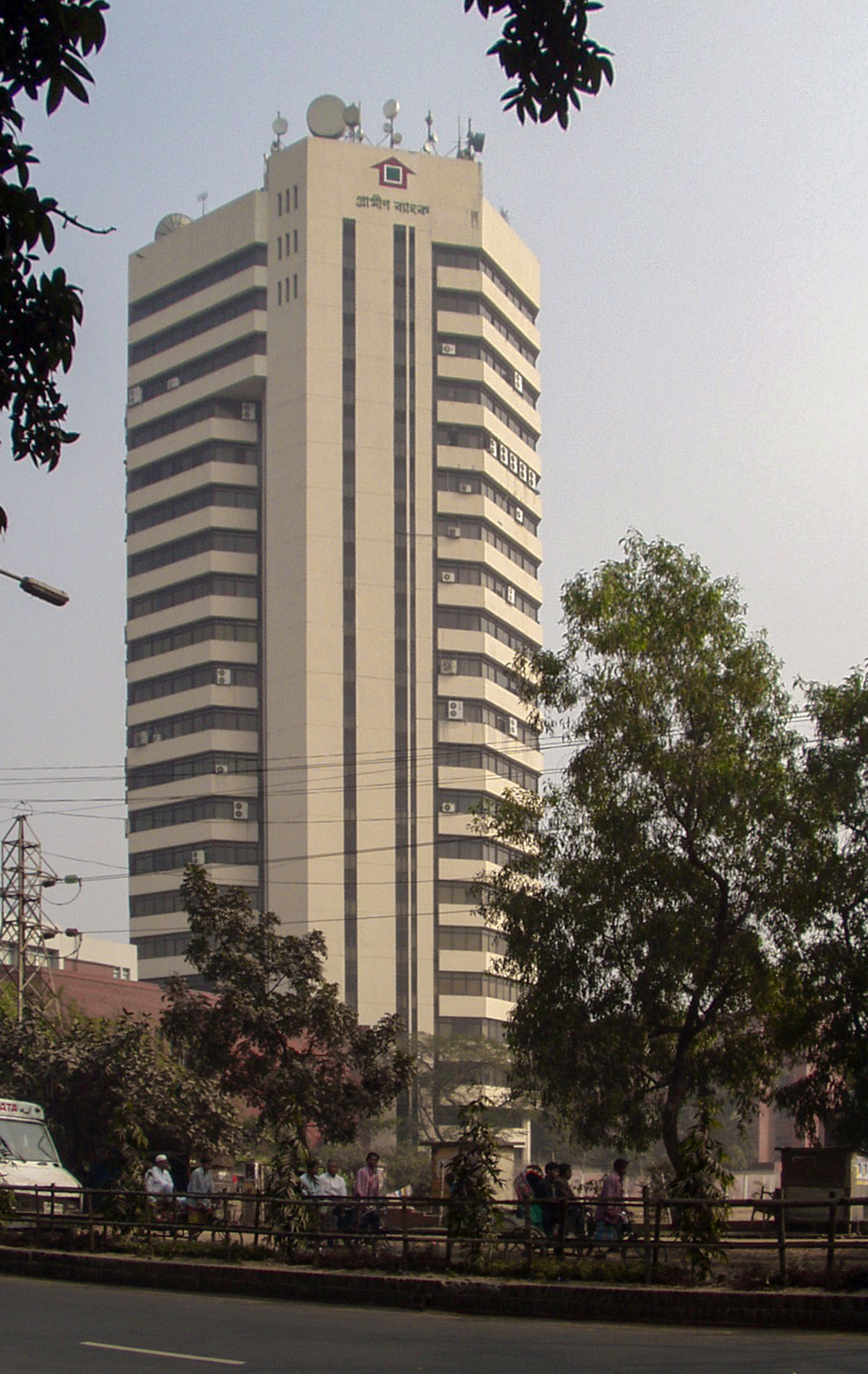
Budova Grameen Bank v Dháce

Grameen Bank zcela změnila standardní bankovní postupy tím, že odstranila potřebu záruky za poskytnutý úvěr a dala vzniknout novému bankovnímu systému založenému na vzájemné důvěře, kreativitě, spoluúčasti a zodpovědnosti.
Do ledna 2007 měla banka 6,95 mil. dlužníků, z nichž 97 % byly ženy. Díky všem 2343 pobočkám poskytuje banka služby 75 359 vesnicím, což je asi 90 % všech vesnic v Bangladéši.
Pozitivní vliv této banky na rozvoj společnosti byl zaznamenán v mnoha nezávislých studiích zpracovaných zahraničními institucemi jako Světová banka, Mezinárodní ústav politiky a výživy (IFPRI) a Bangladesh Institute of Development Studies (BIDS).

### Poskytování mikroúvěrů

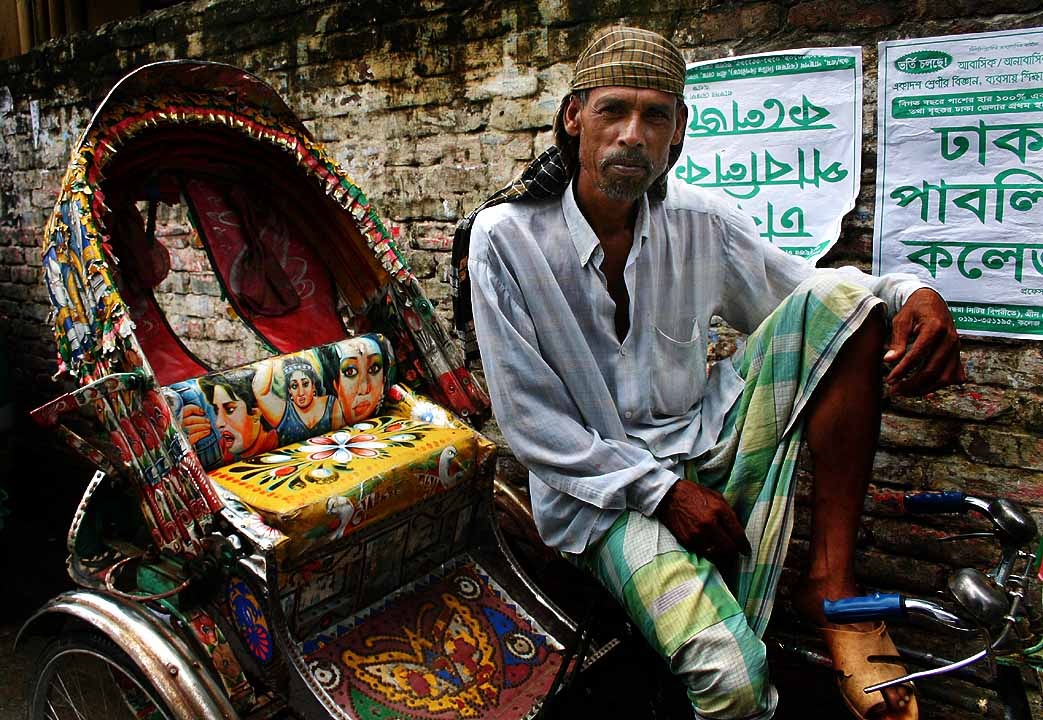
Rikša – typické povolání mužů ve velkých městech

Systém mikroúvěrů je založen na tom, že banka poskytuje peníze pětičlenné skupině dlužníků. Pokud některý člen této skupiny poruší závazek, tak může být velmi problematické získat další úvěr. To dává skupinám dlužníků podnět k tomu, aby se chovaly zodpovědně. Neexistuje tu spoluodpovědnost, tzn. pokud některý člen dlužnické skupiny nezaplatí, ostatním se závazek nenavyšuje.

### Programy pro zlepšení sociální situace
Grameen Bank se kromě poskytování mikroúvěrů věnuje také několika programům, které mají přispět ke snižování chudoby.

#### Program pro žebráky (Struggling members programme)
Je zaměřen na poskytování drobných půjček žebrákům, které se řídí trochu jinými bankovními pravidly:
- půjčky nejsou úročené
- doba splatnosti může být libovolně dlouhá. Např. pokud si žebrák vezme drobnou půjčku ve výši cca 100 táka (cca 1,5 USD), tak může průběžně splácet jen 2,00 Tk (cca 3,4 centů) týdně
- dlužník se zaručuje bezplatnou životní pojistkou

Banka netlačí na dlužníky, aby se vzdali žebrání; raději je podněcuje k tomu, aby použili peníze například na výrobu a prodej nějakého levnějšího zboží, což by jim mohlo přinést zisk.

#### Program pro šíření telekomunikací na venkov (Rural telephone programme)
Bangladéš má oproti dalším chudým zemím světa velmi řídkou hustotou telefonické sítě. Mnoho vesnic je dosud bez telefonického spojení, které zajišťuje státem vlastněná telekomunikační společnost. Pro řešení tohoto problému začala Grameen Bank s programem, který má rozšířit telefonické spojení právě pro odlehlejší vesnice.
Grameen Phone, sesterská společnost banky, je v současné době největší poskytovatel telefonického spojení v zemi. Grameen Phone využívá celonárodní telekomunikační síť, kterou provozuje Grameen Telecom (další sesterská společnost banky). Díky tomuto programu má dnes téměř polovina dříve nepokrytých vesnic radiotelefony a mobilní telefony. Banka také poskytuje úvěry lidem (zejm. ženám) na venkově, díky kterým zakládají telefonní ústředny, odkud mohou ostatní vesničané za poplatek volat. Tento program je v Bangladéši obecně znám jako tzv. Polli Phone.

## Další iniciativy Grameen Bank

### Grameen Star Education
Jde o projekt, kde jsou studenti vzdělávaní dle aktuálních požadavků, resp. získávají znalosti pro uplatnění v takových odvětvích, které Bangladéš zrovna nejvíc potřebuje pro vnitřní rozvoj.
Znalosti mohou být také uplatněny v multi-level marketingu (MLM), záměrem bylo bránit se tak zahraničním MLMs, kteří přicházejí do Bangladéše; resp. vytvořit schopnou konkurenci.

### Grameen Check
Pomohl vytvořit i zvláštní (módní) trend, totiž lidé začali nosit a propagovat místní (velmi jednoduché) oblečení. Sám Yunus také nenosil téměř nic jiného než Grameen Check. Jeho záměrem bylo vypěstovat v lidech větší sebedůvěru, samostatnost. V současné době je to jeden z nejpopulárnějších trendů v Bangladéši, zejména v hlavním městě Dháce, v zemi probíhají dokonce celé přehlídky.

## Přidružené společnosti
Od r. 1983 až do současnosti se Grameen Bank rozrostla o celou řadu sesterských společností; společně se tato skupina nazývá the Grameen Family of Enterprises (tedy „rodina“ společností Grameen). Patří sem:
- Grameen Trust
- Grameen Fund
- Grameen Communications
- Grameen Shakti/Energy
- Grameen Shikkha/Education
- Grameen Telecom
- Grameen Knitwear Ltd
- Grameen Cybernet Ltd.

## Kritiky
Politika Grameen Bank se setkala s nejedním kritickým ohlasem.

Rozvojový analytik Sudhirendar Sharma říká, že neustálé půjčky chudým lidem se mohou zvrátit do věčné dluhové “pasti”; mikroúvěry dle něj stimulují spíše výdaje než úspory a nijak nepřispívají k vytváření a akumulaci bohatství.

Bývalý ministr financí v Bangladéši Saifur Rahman tvrdil, že poskytování půjček chudým lidem ještě nezaručí zlepšení jejich životní úrovně. Také říkal, že rychlého růstu HDP v Bangladéši může být dosaženo spíše industrializací velkých společností (pak dostane i víc chudých lidí práci), než když se lidé budou díky mikroúvěrům donekonečna držet na venkově. Rahman se negativně vyjádřil i k programu pro zavádění telefonů na venkov – podle jeho slov přístup chudých k telefonu nezabezpečí, že mohou být v budoucnu bohatší.

Jeffrey Tucker (člen Mises Institutu) označil politiku Grameen Bank jako marnotratnou, lichvářskou a narušující soukromí dlužníků (jednotlivci jsou nuceni sledovat ostatní členy dlužnické skupiny, jakou mají schopnost splácet). Banka podle něj nemá růstový potenciál, pohltí značnou část vládních dotací a hrozí velké riziko bankovních podvodů.

Další kritické hlasy vyčítají mikroúvěrům hlavně vysoké úrokové sazby a nízké zapůjčované obnosy. (Roční sazby se pohybují kolem 20 %, v latinskoamerických mikrofinančních institucích dosahují až 70 %). Naproti tomu jsou ale velmi nízké administrativní náklady.